# Hot Country Songs
Hot Country Songs è una classifica musicale pubblicata settimanalmente dalla rivista Billboard, negli Stati Uniti.

## Descrizione
Si tratta della più popolare classifica di musica country, che propone una lista delle 100 canzoni più vendute del momento.
È stata pubblicata per la prima volta in un articolo dell'8 gennaio 1944.